# Graf Zeppelins Boote, Schiffe und schwimmende Hallen
Ferdinand Graf von Zeppelin wird vor allem mit seinen Zeppelin-Luftschiffen in Verbindung gebracht, weniger hingegen mit dem schwimmenden Inventar, den Booten, Schiffen und schwimmenden Luftschiffhallen, die ihm während der Manzeller Dekade von der Jahrhundertwende bis 1910 westlich von Friedrichshafen am Bodensee zur Verfügung standen, um seine Ideen realisieren zu können.

## Schwimmhallen

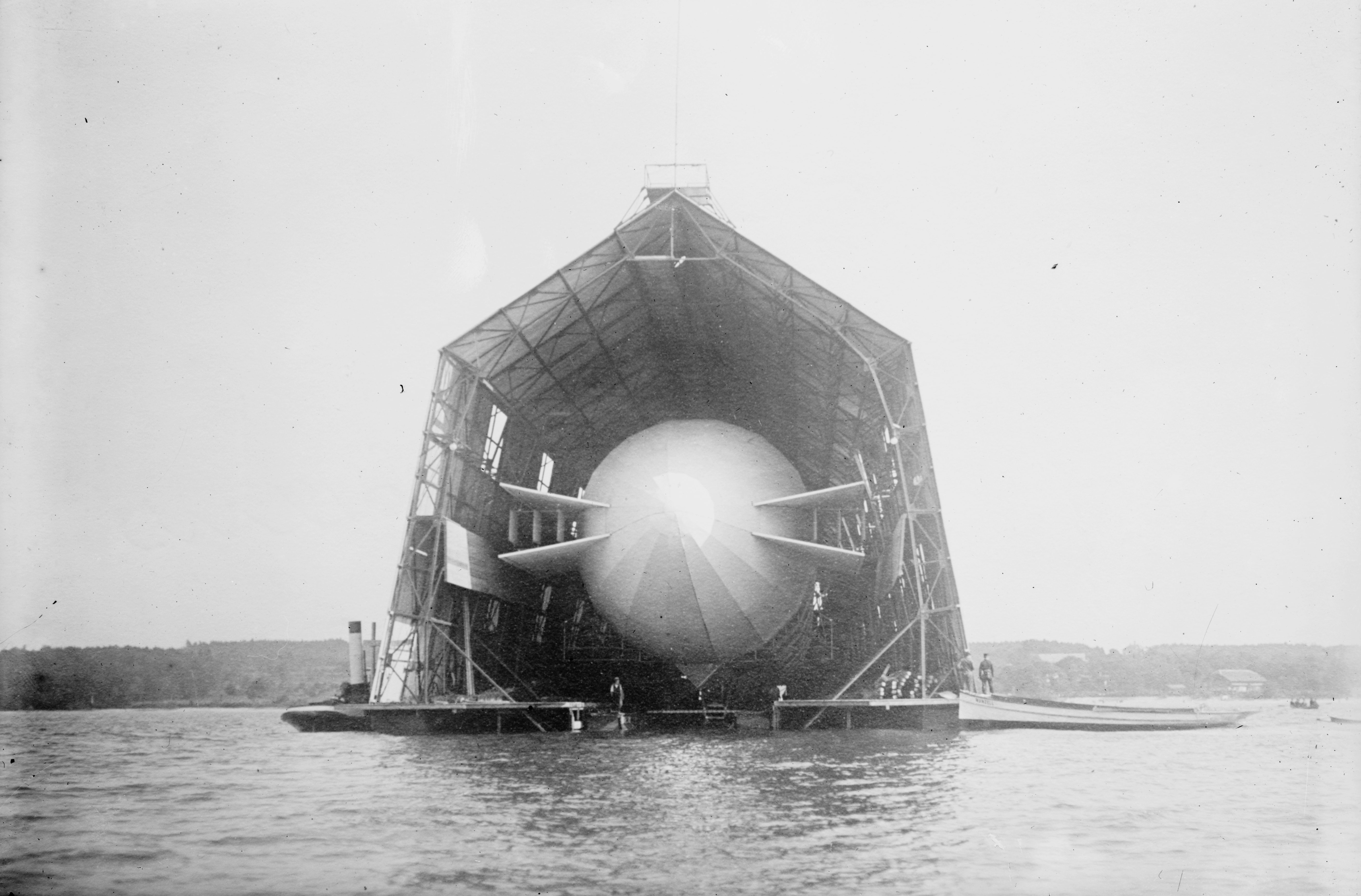
Reichsschwimmhalle mit Zeppelin im Bau, Schlepper Buchhorn, Mittelfloß und Motorbarkasse Manzell

Zu Beginn und zum Ende dieser Dekade befand sich eine riesige schwimmende Luftschiffhalle in der flachen Manzeller Bucht, etwa 600 Meter von Ufergelände und einigen Werkschuppen entfernt. Diese Zeppelinhallen dienten der Montage, der sicheren Unterbringung und der Reparatur der ersten Zeppelin-Luftschiffe. Der wassergestützte Standort auf dem Bodensee wurde gewählt, weil das Risiko beim Auf- und Abstieg auf der hindernisfreien Wasserfläche geringer war als an Land. Auch das Bugsieren war sicherer, weil die auf Pontons schwimmende Halle an nur einem großen Anker festgemacht war. So konnte sie frei schwojen und die Hallenöffnung lag immer auf der Leeseite. Das Ein- und Auslaufen geschah deshalb auch immer mit dem Bug des Zeppelins gegen den Wind. Unbehindert von Seitenwind konnte ein Schleppboot das Luftschiff, das auf einem langen Floß gehalten wurde, aus der Halle ausbringen und zur Aufstiegsposition schleppen. Luftwirbel führten aber mehrfach zu Havarien. Nachdem der Schwimmhallenbetrieb 1909 beendet und an Land verlegt worden war, verloren die Schiffe, außer der neuen Gna, für Graf Zeppelin an Bedeutung.

### Erste Schwimmhalle von 1899/1900
Die erste Halle aus Holz war 142 m lang, 23,4 m breit, 23,5 m hoch und hatte einen Tiefgang von 80 cm. Sie war zur Stabilisierung über ein 50 Meter langes Stahlseil mit einem 41 Tonnen schweren Ankerklotz aus Beton und Holz verbunden. Die Halle war der „Heimathafen“ vom Prototyp LZ 1 und nur von 1899 bis 1901 in Betrieb. Im Sommer 1900 konnten drei Versuchsfahrten durchgeführt werden. Wegen knappen Finanzen wurden der erste Zeppelin und die Schwimmhalle danach abgebrochen. Als Nachfolgerin wurde 1904 am Ufer eine feste (Land-)Halle gebaut, die 1918 abbrannte.

### Reichsschwimmhalle von 1907
Der Name der späteren Schwimmhalle leitet sich vom Kapitalgeber und Eigentümer, dem Deutschen Reich, ab. Sie war aus Metall, etwas größer als die erste Schwimmhalle und ergänzte arbeitsteilig die Landhalle. Zwei Jahre später wurde die Reichsschwimmhalle nach mehreren Havarien abgewrackt und die Produktion kostengünstiger an Land nach Friedrichshafen verlegt.

## Arbeitsschiffe
Beim Bau und Betrieb der Schwimmhallen und Zeppeline waren Boote zur Personenbeförderung erforderlich, wozu Zeppelin Ruderboote und die Motorboote Württemberg, Manzell und Weller besaß. Das Material und die von Zulieferern gefertigten Bauteile wurden auf Pontons, Güterschleppkähnen und Trajektkähnen vom Hafen-Gleisanschluss in Friedrichshafen zur Schwimmhalle vor Manzell befördert. Ebenso schleppten die Boote das 116 m lange Floß mit dem Luftschiff beim Ein- und Aushallen. Große Lasten wie die Schwimmhallen wurden von zwei Dampfschiffen der Königlich Württembergischen Staats-Eisenbahnen (K.W.St.E.) geschleppt. Diese Salondampfer dienten Zeppelin auch als Zuschauerschiffe.

### SchlepperBuchhorn
Die 1891 als Schlepper für Trajektkähne der K.W.St.E. gebaute Buchhorn erwies sich für diesen Zweck als zu schwach, weshalb sie von 1899 bis 1909 Zeppelin leihweise überlassen wurde.

### BugsierbootWeller
Das 1908 bei Escher Wyss & Cie. in Zürich für Zeppelin gebaute bauchige Schleppboot Weller wurde in den letzten Monaten der Manzeller Schwimmhalle vor allem zum Bugsieren der Luftschiffe verwendet. Ihr weiterer Verbleib ist unbekannt.

## Motorboote

### MotorbootWürttemberg
Das „Daimler-Motorboot“ wurde 1898 von der schweizerischen Bootswerft F. Teichler in Kilchberg ZH nach den Plänen von Graf Zeppelin gebaut, nur ein Jahrzehnt nach der Erfindung des Motorboots durch Gottlieb Daimler 1886. Es hatte eine niedrige Kajüte, war 15 Meter lang und mit dem 15-PS-Benzinmotor maximal 16 km/h schnell. Das Privatboot des Grafen soll gelegentlich auch als Luftschraubenboot verwendet worden sein. In der Regel benutzte er es aber zu Fahrten zwischen Friedrichshafen und Manzell, als Zuschauerboot für prominente Gäste und als Begleitboot bei Versuchsfahrten von LZ 1. Außerdem diente es 1902 und 1903 bei aerologischen Versuchen von Zeppelin und Hugo Hergesell als Startplatz für meteorologische Forschungsdrachen. Diese Funktion wurde später von dem speziellen Drachenschiff Gna übernommen.
Die Württemberg wurde am 8. April 1908 bei einem Brand des Bootsschuppens am Männerbad in Friedrichshafen schwer beschädigt. Im Alter von fast 78 Jahren beobachtete Graf Zeppelin mit Claude Dornier am 17. Mai 1916 von seiner Württemberg aus die ersten Rollversuche des Flugboots Dornier Rs II. 1924 kaufte sie der Königlich Württembergische Yachtklub Friedrichshafen in desolatem Zustand von der Luftschiffbau Zeppelin als Begleitboot bei Regatten, so zuletzt noch bei der Bodenseewoche im August 1939. Beim schweren Luftangriff auf Friedrichshafen am 28. April 1944 verbrannte sie wie die meisten Boote des Clubs in der Lagerhalle Seemoos.

### MotorbarkasseManzell
Die Manzell glich der Württemberg im Design. Sie war lang und schlank aber mit weitgehend offenem Deck ohne Kajüte. Sie war ein typisches Mehrzweckboot, eingesetzt als Zubringer- und Bugsierboot, gelegentlich auch als Luftschraubenboot. Am 10. November 1908 beförderte die Manzell Kaiser Wilhelm II. zum LZ 4. Weit bekannt wurde die Manzell, als sie am 4. September 1909 bei einer Werbefahrt des Zeppelins LZ 6 nach Lindau die Zuschauerflotte von zwölf voll besetzten Passagierschiffen anführte, darunter zwei repräsentative Dampfschiffe für Mitglieder des Bundesrates und des Reichstages. Ihr weiterer Verbleib ist unbekannt.

### DepeschenbootFrahm
Zur Beförderung von Nachrichten vom oder zum Zeppelin wurde zumindest gelegentlich das Depeschenboot Frahm aus Konstanz eingesetzt. Sie diente der Übermittlung von Nachrichten und zur Überbringung von Befehlen an die anderen Boote und an Landstationen.

## Forschungsschiffe

### Das Luftschraubenboot
Um Erfahrungen für den effizienten Einsatz der Propeller zu gewinnen, mit denen die ersten beiden Zeppeline ausgerüstet wurden, führte Zeppelin von 1896 bis 1905 Versuche mit einem Luftschrauben(motor)boot durch, das von einer Luftschraube (synonym: Propeller) angetrieben wurde. Mittels der gemessenen Antriebskraft oder Geschwindigkeit des Bootes untersuchte Zeppelin die Auswirkung der Flügellänge, der Anzahl der Flügel und der Drehzahl auf die Effizienz der Schraube.

### DrachenschiffGna
Als wichtiges Schiff stand Zeppelin die Gna zur Verfügung, ein 1908 gebauter schneller Schraubendampfer. Das Forschungsschiff gewann mittels Drachen und Ballone meteorologische Daten für die Drachenstation Friedrichshafen und die Fahrtvorbereitung der Luftschiffe.

## Schiffe der Zeppelin-Studienexpedition nach Spitzbergen (1910)
1909 waren die Manzeller Jahre vorüber. Im Sommer 1910 konnte Graf Zeppelin bei seiner arktischen Studienexpedition nach Spitzbergen drei Schiffe einsetzen, um die Möglichkeiten zu erkunden, von dort aus mit einem Zeppelin die Arktis zu erforschen. Im Vordergrund standen meteorologische und ozeanographische Fragen sowie funktechnische Versuche unter arktischen Bedingungen. Alle drei Schiffe hatten eine funktelegraphische Station an Bord, die stärkste mit 600 bis 1.500 km Reichweite war auf der Mainz installiert. Mit einer speziellen Windeneinrichtung wurden 12 Ballonaufstiege in große Höhen vorgenommen, um die Luftschichten und -strömungen, Reaktion der Gasfüllung und Vereisung zu messen.

### ExpeditionsschiffMainz
Der ursprünglich für die Nordpolexpeditionen von 1910 bis 1914 zur Verfügung gestellte Reichsforschungsdampfer Poseidon (Baujahr 1902, 481 BRT) erwies sich als zu klein. Ersatzweise wurde der Frachtdampfer Mainz (Baujahr 1897, 3.204 BRT) vom Norddeutschen Lloyd gechartert und zweckentsprechend umgebaut. Sie war sehr gut ausgestattet, allerdings nicht eistauglich und mit 7,50 m Tiefgang in arktischen Küstengewässern nur beschränkt einsetzbar.

### EisschiffFönix
Deshalb wurde das kleine, schon ziemlich betagte, Fangschiff Fönix in Norwegen kurzfristig als Begleitschiff angemietet und ausgerüstet. Ihr Schiffsrumpf aus Holz war eistauglich und sie hatte nur einen geringen Tiefgang.

### DepeschenbootCarmen
Prinz Heinrich von Preußen, der selbst an der Expedition teilnahm, stellte der Zeppelin-Expedition das Stationsschiff Carmen als Postboot zur Verfügung. Sie war das ehemalige Divisionstorpedoboot D 1.